# Mai 1804
Cette page présente les faits marquants du mois de mai 1804.

## Événements

Le trajet de l'expédition Lewis et Clark

- 10 mai : début du deuxième ministère tory de William Pitt le Jeune, Premier ministre du Royaume-Uni (fin en 1806)[1]. Le Parlement, estimant Addington incapable de faire face à l’hégémonie française, rappelle William Pitt qui redresse la situation diplomatique et militaire.

- 14 mai : départ de l'expédition Lewis et Clark. Meriwether Lewis et William Clark ouvrent la voie terrestre de l'embouchure du Missouri jusqu'au Pacifique à travers les montagnes Rocheuses (fin en 1806)[2].

- 18 mai, France : le 28 floréal an XII, après diverses sollicitations savamment orchestrées, senatus-consulte proclamant Napoléon Bonaparte Empereur des Français (décisions ratifiées par plébiscite le 2 août avec 2 569 non pour 3,5 millions de oui). Début du Premier Empire (fin en 1814)[3].

- 19 mai, France : Napoléon Ier rétablit la dignité de maréchal de France et nomme les 18 premiers maréchaux d'Empire.

- 21 mai, Paris (France) : ouverture du cimetière du Père-Lachaise.

- 25 mai, France : fondation par Napoléon Ier de la ville nouvelle de La Roche-sur-Yon

- 28 mai :
  - La République italienne est transformée en royaume héréditaire au profit de Napoléon Ier et de ses descendants[4].
  - France : condamnation à mort de Cadoudal et bannissement de Moreau à perpétuité.

## Naissances
- 2 mai :
  - Adolphe Ganot (mort le 10 décembre 1887), physicien français
  - Charles Joseph Lambert (mort le 13 février 1864), explorateur et ingénieur français
- 9 mai : Hewett Cottrell Watson (mort en 1881), botaniste britannique.
- 14 mai : Sōhei (mort en 1835), peintre japonais.

## Décès
- 2 mai : Johann Stadler (né le 6 mai 1755), musicien autrichien